# Pastinaca gelendostensis
Pastinaca gelendostensis — вид рослин із родини окружкових (Apiaceae), ендемік Туреччини.

## Поширення
Ендемік азійської Туреччини.